# Benjamin Mendy
Benjamin Mendy (sinh ngày 17 tháng 7 năm 1994) là một cầu thủ bóng đá chuyên nghiệp người Pháp đang thi đấu ở vị trí hậu vệ trái cho câu lạc bộ Lorient tại Ligue 1.

## Sự nghiệp CLB

### Le Havre
Vào ngày 24 tháng 7 năm 2011, Mendy đã ký hợp đồng chuyên nghiệp đầu tiên của mình với hợp đồng 3 năm cùng Le Havre. Mendy đã ra mắt chuyên nghiệp vào ngày 9 tháng 8 năm 2011 trong trận đấu tại Coupe de la Ligue với chiến thắng 2-1 của đội trước Amiens.

### Marseille
Vào ngày 8 tháng 7 năm 2013, Mendy đồng ý ký hợp đồng với đội hình Marseille của Ligue 1.

### Monaco
Vào ngày 22 tháng 6 năm 2016, Marseille của Ligue 1 đối thủ Monaco thông báo rằng họ đã ký Mendy trên một hợp đồng năm năm.

### Manchester City
Vào ngày 24 tháng 7 năm 2017, Manchester City thông báo đã chính thức hoàn tất thương vụ Benjamin Mendy từ Monaco bằng một bản hợp đồng có thời hạn 5 năm với mức phí 52 triệu Bảng và từng trở thành hậu vệ đắt giá nhất lịch sử bóng đá thế giới.
Theo Telegraph đưa tin ngày 13 tháng 9 năm 2021, sau khi Mendy bị bắt giữ và cáo buộc với 4 tội danh hiếp dâm, 1 tội danh tấn công tình dục, câu lạc bộ Manchester City tuyên bố chấm dứt hợp đồng với anh.
Mendy hiện (2021-nay) đang bị giam giữ vì tội hiếp dâm.

## Sự nghiệp quốc tế

### Đội trẻ
Mendy đã đại diện cho quốc gia của mình ở cấp độ dưới 16 và 17 tuổi. Năm 2011, anh là một phần của đội U17 đã tham dự và lọt đến vòng tứ kết tại U17 World Cup năm 2011

### Đội tuyển
Mendy được triệu tập vào đội tuyển Pháp gặp Luxembourg và Tây Ban Nha vào tháng 3 năm 2017. Anh đã ra mắt vào ngày 25 tháng 3 năm 2017 tại Vòng loại World Cup 2018 và chơi toàn bộ trận đấu.
Năm 2018, anh cùng đội tuyển Pháp giành chức vô địch lần thứ hai sau khi vượt qua Croatia ở trận chung kết.

## Thống kê sự nghiệp

### Câu lạc bộ
Tính đến 1 tháng 10 năm 2019
| Câu lạc bộ          | Mùa giải            | Giải đấu | Giải đấu | Ligue 1 | Ligue 1 | Coupe de France | Coupe de France | Châu Âu | Châu Âu | Khác | Khác | Tổng cộng | Tổng cộng |
| Câu lạc bộ          | Mùa giải            | Trận     | Bàn      | Trận    | Bàn     | Trận            | Bàn             | Trận    | Bàn     | Trận | Bàn  | Trận      | Bàn       |
| ------------------- | ------------------- | -------- | -------- | ------- | ------- | --------------- | --------------- | ------- | ------- | ---- | ---- | --------- | --------- |
| Le Havre            | 2011–12             | 29       | 0        | 2       | 0       | 1               | 0               | —       | —       | —    | —    | 32        | 0         |
| Le Havre            | 2012–13             | 28       | 0        | 3       | 0       | 1               | 0               | —       | —       | —    | —    | 32        | 0         |
| Le Havre            | Tổng cộng           | 57       | 0        | 5       | 0       | 2               | 0               | 0       | 0       | 0    | 0    | 64        | 0         |
| Marseille           | 2013–14             | 24       | 1        | 2       | 0       | 2               | 1               | 2       | 0       | —    | —    | 30        | 2         |
| Marseille           | 2014–15             | 33       | 0        | 1       | 0       | 1               | 0               | —       | —       | —    | —    | 35        | 0         |
| Marseille           | 2015–16             | 24       | 1        | 4       | 0       | 1               | 0               | 7       | 0       | —    | —    | 36        | 1         |
| Marseille           | Tổng cộng           | 81       | 2        | 7       | 0       | 4               | 1               | 9       | 0       | 0    | 0    | 101       | 3         |
| Monaco              | 2016–17             | 25       | 0        | 2       | 1       | 2               | 0               | 10      | 0       | —    | —    | 39        | 1         |
| Monaco              | Tổng cộng           | 25       | 0        | 2       | 1       | 2               | 0               | 10      | 0       | 0    | 0    | 39        | 1         |
| Manchester City     | 2017–18             | 7        | 0        | 0       | 0       | 0               | 0               | 1       | 0       | —    | —    | 8         | 0         |
| Manchester City     | 2018–19             | 10       | 0        | 1       | 0       | 1               | 0               | 1       | 0       | 1    | 0    | 14        | 0         |
| Manchester City     | 2019–20             | 1        | 0        | 0       | 0       | 1               | 0               | 2       | 0       | 0    | 0    | 4         | 0         |
| Manchester City     | Tổng cộng           | 18       | 0        | 1       | 0       | 2               | 0               | 4       | 0       | 1    | 0    | 26        | 0         |
| Tổng cộng sự nghiệp | Tổng cộng sự nghiệp | 195      | 2        | 15      | 1       | 10              | 1               | 23      | 0       | 1    | 0    | 244       | 4         |

### Quốc tế
Tính đến ngày 17 tháng 11 năm 2019.
| Đội tuyển quốc gia | Năm       | Trận | Bàn |
| ------------------ | --------- | ---- | --- |
| Pháp               | 2017      | 4    | 0   |
| Pháp               | 2018      | 5    | 0   |
| Pháp               | 2019      | 1    | 0   |
| Tổng cộng          | Tổng cộng | 10   | 0   |

## Danh hiệu

### Câu lạc bộ

#### Monaco
- Ligue 1: 2016–17

#### Manchester City
- Premier League: 2017–18, 2018–19, 2020–21
- EFL Cup: 2017–18, 2018–19, 2019–20, 2020–21
- FA Cup: 2018–19
- FA Community Shield: 2018, 2019
- Á quân UEFA Champions League 2020–21

### Quốc tế
- FIFA World Cup: 2018